# Modelo no-estándar
En teoría de modelos, una disciplina dentro de la lógica matemática, un modelo no-estándar es un modelo de una teoría axiomática que no es isomorfo al modelo pretendido (o modelo estándar o usual).

## Existencia
Si el modelo pretendido es infinito y el lenguaje es de primer orden, entonces el teorema de Löwenheim-Skolems garantiza la existencia de modelos no estándar. Los modelos no estándar pueden elegirse como extensión elementals o subestructura elementals del modelo pretendido.

## Importancia
Los modelos no estándar se estudian en teoría de conjuntos, análisis no estándar y modelos no estándar de aritmética.